# Principi de composicionalitat
En matemàtiques, semàntica i filosofia del llenguatge, el principi de composicionalitat és la idea que el significat de les expressions complexes està determinat pel significat dels seus subcomponents i la manera com aquests estan ordenats. Aquest principi es troba implícit a l'obra del lògic Gottlob Frege, i el primer a formular-lo de manera explícita, en les seues dues versions més conegudes, fou Rudolf Carnap.

## Introducció
La composicionalitat és una propietat que pot ser posseïda per tota mena de llenguatges, ja siguen formals, com els llenguatges matemàtics o els de programació, o naturals, com ara el llenguatge humà. La idea central és que cada operació de la sintaxi hauria d'estar associada a una única regla semàntica. Aquesta idea ha estat considerada responsable d'un important nombre de fenòmens lingüístics, com ara la productivitat i la sistematicitat, així com la possibilitat de comunicació intersubjectiva.
Des d'un punt de vista històric, principis similars al de composicionalitat van ser proposats ja a la tradició medieval des de l'Índia fins a Europa. Diversos passatges d'obres de Pere Abelard o Jean Buridan suggereixen que tenien en ment quelcom de semblant. El principi és sovint atribuït a Frege, malgrat que a la seua obra no se'n troba cap formulació explícita.

### Rol dins la semàntica
Hi ha cert desacord pel que fa al rol d'aquest principi dins la teoria semàntica. Malgrat que alguns veuen la composicionalitat com un assumpte empíric, d'altres la conceben com un principi de caràcter normatiu, un pressupòsit que ha de guiar la recerca en semàntica, de manera que tot allò que no siga composicional cauria fora de l'abast d'aquesta àrea d'estudi.

## Formulacions
Matemàticament, el principi pot ser entés com la idea que el significat d'una expressió complexa és una funció del significat dels seus components i l'ordenació sintàctica d'aquests. Hi ha encara una altra formulació alternativa que assevera que la substitució d'expressions amb el mateix significat no ha d'alterar el significat de les expressions complexes on estan inserides. En tots dos casos, la composicionalitat és una propietat d'una semàntica en relació amb una sintaxi.
Formalment, una sintaxi pot ser entesa com una àlgebra parcial E = <E, P, Σ>, on E és el conjunt d'expressions, P el d'expressions primitives i Σ un conjunt d'operacions tals que E és generat arran de P mitjançant Σ (intuïtivament, hom pot concebre Σ com el conjunt de regles d'una gramàtica; per qüestions de simplicitat, hom pot assumir que els membres d'E són formes lògiques desambiguades). Al seu torn, una semántica pot ser entesa com una funció μ: E→M que vincula cada expressió gramatical amb el seu significat (si en té). Un cop hem establert aquesta terminologia, les versions funcional i substitucional del principi de composicionalitat poden ser formalitzades com segueix:
- Principi de composicionalitat (versió funcional): μ és composicional si i només si per a qualsevol σ ∈ Σ hi ha una funció rσ tal que, si μ(σ(a1 ... an)) ∈ M, aleshores μ(σ(a1 ... an)) = rσ(μ(a1) ... (μ(an))
- Principi de composicionalitat (versió substitucional): μ és composicional si i només si, per a qualsevulla termes amb significat σ(a1 ... an) ∈ E i σ(b1 ... bn) ∈ E, si μ(a1) = μ(b1) ... μ(an) = μ(bn), aleshores μ(σ(a1 ... an)) = μ(σ(b1 ... bn))

## Crítiques
El principi de composicionalitat ha estat criticat des de diversos fronts. Una de les acusacions més comunes és la idea que el context, tant lingüístic com extralingüístic, pot exercir influència sobre el significat oracional d'una manera que el principi no captura. Tanmateix, la composicionalitat no és incompatible amb la dependència contextual: tot el que cal és reformular el principi per tal que assevere que el significat de les expressions complexes en un context és una funció del significat dels seus subcomponents i llur ordenació sintàctica en aquest mateix context. Un altre obstacle a què la composicionalitat ha hagut de fer front és l'acusació de trivialitat. D'acord amb alguns autors, la composicionalitat, per si sola, és una condició massa poc restrictiva i no imposa cap requeriment substantiu pel que fa a quins valors cal assginar a les expressions. Aquests arguments, però, no han romàs sense resposta.